# Leisi (Dorf)
Koordinaten: 58° 29′ N, 23° 13′ O
Leisi ist ein Dorf (estnisch küla) auf der größten estnischen Insel Saaremaa. Es gehört zur Landgemeinde Saaremaa (bis 2017: Landgemeinde Pöide) im Kreis Saare. Das Dorf Leisi ist nicht zu verwechseln mit dem Großdorf (alevik) Leisi, das ebenfalls auf Saaremaa liegt.
Das Dorf hat sechs Einwohner (Stand 31. Dezember 2011).